# Gevlekte witsnuitlibel
De gevlekte witsnuitlibel (Leucorrhinia pectoralis) is een echte libel (Anisoptera) uit de familie van de korenbouten (Libellulidae). Het is een forse witsnuitlibel met brede vlekken. In Nederland zijn de aantallen sinds het begin van de 21e eeuw toegenomen maar is de soort nog steeds vrij zeldzaam. In België, waar de soort in 2000 als uitgestorven werd beschouwd, wordt hij op enkele plekken weer waargenomen.
De wetenschappelijke naam van de soort werd in 1825 als Libellula pectoralis gepubliceerd door Toussaint von Charpentier.

## Kenmerken
De gevlekte witsnuitlibel is de grootste en meest robuuste witsnuitlibel. Het achterlijf is zwart met lichtere vlekken (geel, rood of bruinrood, afhankelijk van geslacht en leeftijd). Deze vlekken zijn groot en beslaan bijna de gehele bovenzijde van de segmenten. De achterlijfsaanhangselen en pterostigmata zijn zwart. Bij uitgekleurde mannetjes zijn de achterlijfsvlekken verkleurd van geel naar donkerrood, maar de vlek op segment 7 blijft opvallend geel. Jonge mannetjes en vrouwtjes hebben grote, brede gele vlekken op het achterlijf. Bij oudere vrouwtjes worden de achterlijfsvlekken oranjegeel, behalve de vlek op segment 7: die blijft helder geel. De lichaamslengte van volwassen dieren ligt tussen 32 en 39 millimeter.
De larve is 19–23 mm lang.

## Vliegtijd
De vliegtijd van de gevlekte witsnuitlibel is van eind april tot en met eind juli, met een piek in mei en de eerste helft van juni.

## Gedrag en voortplanting
De larven leven tussen waterplanten in de verlandingszone en overwinteren twee keer. Uitsluipen gebeurt van eind april tot eind juni, maar vooral in mei en begin juni. Jonge gevlekte witsnuitlibellen vliegen weg van het water en zijn te vinden op allerlei beschutte plekken. Geslachtsrijpe mannetjes bezetten zitposten aan de waterkant en verjagen andere mannetjes die in de buurt komen. Voorbijvliegende vrouwtjes worden direct gegrepen voor de paring. Het vrouwtje zet de eitjes al vliegend af, op plaatsen met veel waterplanten. Vaak wordt ze hierbij bewaakt door het mannetje dat vlak boven haar blijft vliegen. Het komt echter ook voor dat het vrouwtje ervoor kiest om de eitjes op een later tijdstip af te zetten, zonder de aanwezigheid van een mannetje. Het vrouwtje tipt de eieren af op het wateroppervlak door met het achterlijf te slaan.

## Habitat
De habitat van de gevlekte witsnuitlibel bestaat uit laagveenmoerassen en vegetatierijke vennen en duinplassen. De meeste gevlekte witsnuitlibellen zijn te vinden bij verlandingszones van laagveenmoerassen. Daarnaast kunnen ze voorkomen in bosplassen en verlandingszones van hoogveen- en heidevennen op de hoge zandgronden en randzones van hoogveen. In de duinen is de soort gevonden bij verlandingsvegetaties met een laagveenkarakter. Zowel vegetatieloze als dichtgegroeide wateren worden gemeden. In Nederland worden de grootste aantallen aangetroffen in de laagveenmoerassen van Noordwest-Overijssel. De Nederlandse biotopen komen overeen met biotoopbeschrijvingen van vindplaatsen in Duitsland en Zwitserland. Waarschijnlijk is het biotoopspectrum van de soort in Midden-Europa breder.

## Verspreidingsgebied
Het verspreidingsgebied van de gevlekte witsnuitlibel loopt oostelijk tot Siberië en Mongolië. De soort komt niet voor in Afrika. In Europa komt de soort voornamelijk voor in Nederland, Duitsland, Polen, de Baltische Staten, Wit-Rusland en Oekraïne. Daarnaast komt hij lokaal voor in België, Noorwegen, Zweden, Finland en Denemarken. Het verspreidingsgebied in Midden- en Zuidoost-Europa (tot in Turkije) is sterk verbrokkeld. De hoge aantallen in enkele Nederlandse populaties zijn uniek in Europa. Het zwaartepunt van de verspreiding ligt in de laagveengebieden van Noordwest-Overijssel, aangrenzend Friesland en het Vechtplassengebied. Daarnaast wordt de gevlekte witsnuitlibel steeds vaker waargenomen bij vennen op de hoge zandgronden en in de duinen van Noord-Holland. De soort is nog steeds vrij zeldzaam, maar wordt sinds 2000 weer wat algemener en duikt regelmatig op nieuwe plekken op.

## Verwante en gelijkende soorten
Verwarring is mogelijk met andere witsnuitlibellen, vooral vrouwtjes van de noordse witsnuitlibel (Leucorrhinia rubicunda) die een vergelijkbare achterlijfstekening hebben. Uitgekleurde mannetjes van de gevlekte witsnuitlibel zijn door de opvallende gele vlek eigenlijk niet met andere soorten te verwarren. In het larvestadium is het verschil met de noordse witsnuitlibel en de venwitsnuitlibel (Leucorrhinia dubia) moeilijk vast te stellen.

## Bedreigingen en bescherming
De gevlekte witsnuitlibel staat op de Rode Lijst van de IUCN als niet bedreigd, beoordelingsjaar 2013. Op de Nederlandse Rode Lijst (2004) gold de soort nog als bedreigd, maar op de lijst van 2015 is de status veranderd in kwetsbaar.